# Sinobatis melanosoma
Sinobatis melanosoma és una espècie de peix de la família dels raids i de l'ordre dels raïformes.

## Morfologia
- Els mascles poden assolir 59 cm de longitud total.[4][5]

## Hàbitat
És un peix marí i d'aigües profundes que viu entre 500-1.100 m de fondària.

## Distribució geogràfica
Es troba a l'oceà Pacífic nord-occidental.

## Observacions
És inofensiu per als humans.